# Rugby a 15 nel 1992

## La "meta" da 5 punti
Dal 1º gennaio, il valore della meta passa da 4 a 5 punti. È una piccola rivoluzione: ora una meta trasformata vale più di due calci e questo spingerà ad un gioco più offensivo che in passato.

## Cronologia degli eventi principali
16 febbraio – La Francia con la squadra "Espoirs" supera 21-18 l'Italia a Tarbes e si aggiudica di fatto la Coppa FIRA 1990-92, anche se all'ufficializzazione mancano ancora due match con Spagna e Romania.
7 marzo - Secondo "Grande Slam" consecutivo per l'Inghilterra che travolge il Galles 24-0 a Londra.
aprile – La New Zealand Rugby Football Union festeggia 100 anni e per festeggiare vengono organizzati una serie di 3 match contro una selezione mondiale.
maggio-giugno – I tour di metà anno vedono protagonisti l'Irlanda (che sfiora il successo nel test contro la Nuova Zelanda), la Scozia (due sconfitte con l'Australia) e la Francia (due vittorie in Argentina).
giugno - I Barbarians si recano per uno storico tour nell'ex Unione Sovietica.
giugno-luglio la Nuova Zelanda prima visita l'Australia dove cede il titolo nella Bledisloe Cup (2 sconfitte, peraltro di misura, su 3). Quindi si porta in Sudafrica, dove finito l'embargo per l'apartheid supera gli Springboks in uno storico test-match.
30 giugno-19 luglio - L'Italia ospita la seconda edizione dei Campionati Mondiali Universitari, in Liguria, Veneto, Sardegna, Abruzzo, Campania e Sicilia. In finale vince la Nuova Zelanda sulla Francia; sconfitte in semifinale Argentina e Italia.
22 agosto- Anche l'Australia campione del mondo visita il Sudafrica, dove travolge gli Springboks con un secco 26-3.
26 settembre – Il Giappone riconquista il titolo asiatico superando 37-9 la Corea del Sud nella finale di Hong Kong.
ottobre – I mutamenti politici hanno posto fine al regime di apartheid in Sudafrica e finalmente questo paese è di nuovo aperto al confronto internazionale in campo rugbystico, tanto che l'International Rugby Board assegna a questo paese l'organizzazione della Coppa del Mondo di rugby 1995. Riammesso al rugby internazionale, il rugby sudafricano vuole recuperare in fretta il tempo perduto . Mentre un team "development" visita Figi e Samoa, gli Springboks tornano in Europa dopo 18 anni. E come nel 1974 disputa due test in Francia (1-1 la serie), prima di recarsi a Londra	dove vengono superati dall'Inghilterra.
ottobre- dicembre -Per la prima volta la nazionale italiana affronta Galles e Scozia, anche se non in versione ufficiale.
26 ottobre – Partono le qualificazioni per la Coppa del Mondo di rugby 1995. Ad avviare il lungo processo di qualificazione sono Danimarca e Svizzera, che insieme ad Andorra disputano a casa di quest'ultima il preliminare della zona Ovest Europea.
novembre – Sono Australia e Argentina le altre nazionali a visitare l'Europa. Se per l'Australia il tour in Irlanda e Galles è un viaggio da campioni del mondo, quello dell'Argentina è un tour della ricostruzione. Solo la selezione della Costa Basca riesce a sconfiggere i Pumas in una partita di metà settimana. Spagna, Romania e soprattutto Francia si devono arrendere ai giovani e sorprendenti Pumas.

## Attività internazionale

### Incontri Celebrativi: centenario della New Zealand Rugby Football Union
| Arbitro: | W.D. Bevan |

|                                       |           | |
| mete: Tuigamala, Turner c.p.: Fox (2) | Marcatori | mete: Hendriks, Knoetze trasf.: . Camberabero (2) c.p.: . Camberabero, Hastings Drop:. Camberabero |

| Arbitro: | D.J. Bishop |

|                           |           |                           |
| mete: trasf.: c.p.: Drop: | Marcatori | mete: trasf.: c.p.: Drop: |

| Auckland 25 aprile 1992 | Nuova Zelanda | 26 – 15 | World XV | Eden Park |

### I Barbarians
Nel 1992 i Barbarians hanno disputato i seguenti incontri tra cui spicca il tour nell'ex Unione Sovietica:
| Northampton 11 marzo 1992 | East Midlands | 29 – 52 | Barbarians |  |

| Newport 3 novembre 1992 | Newport RFC | 23 – 48 | Barbarians | (Rodney Parade) |

## Campionati nazionali
- Africa:

| Sudafrica | Currie Cup | Natal |

- Oceania:

| Nuovo Galles del Sud | Shute Shield                     | Randwick                 |
| Queensland           | Premier Rugby                    | Souths                   |
| Australia            | Campionato per Club              | University of Queensland |
| Australia            | Interstate                       | Queensland Reds          |
| Nuova Zelanda        | National Provincial Championship | Waikato                  |

- Americhe:

| Argentina   | Argentino              | Tucumàn            |
|             | Camp. di Buenos Aires  | Alumni             |
| Brasile     | Campionato             | Alphaville (SP)    |
| Canada      | Campionato Provinciale | British Columbia   |
| Stati Uniti | Campionato             | Old Blues Berkeley |

- Asia:

| Giappone | Campionato | Kobe Steel |

- Europa:

| Irlanda     | All Ireland league       | Garryowen        |
|             | Interprovinciale         | Ulster           |
| Galles      | Campionato               | Swansea RFC      |
|             | WRU Challenge Cup        | Llanelli RFC     |
| Inghilterra | Coppa                    | Bath Rugby       |
|             | Campionato delle Contee  | Lancashire       |
|             | Campionato               | Bath Rugby       |
| Francia     | Campionato               | Tolone           |
|             | Challenge Yves du Manoir | Agen             |
| Italia      | Campionato               | Benetton Treviso |
| Scozia      | Campionato dei distretti | South            |
|             | Campionato               | Melrose          |
| Georgia     | Campionato               | Aia              |
| Portogallo  | Campionato               | Cascais          |
|             | Coppa                    | Cascais          |
| Romania     | Campionato               | Steaua Bucarest  |
| Russia      | Campionato               | Krasny Yar       |
| Spagna      | Spagna (Copa del Rey)    | Getxo            |
|             | Campionato               | Cisneros Madrid  |